# Acuífero Guaraní

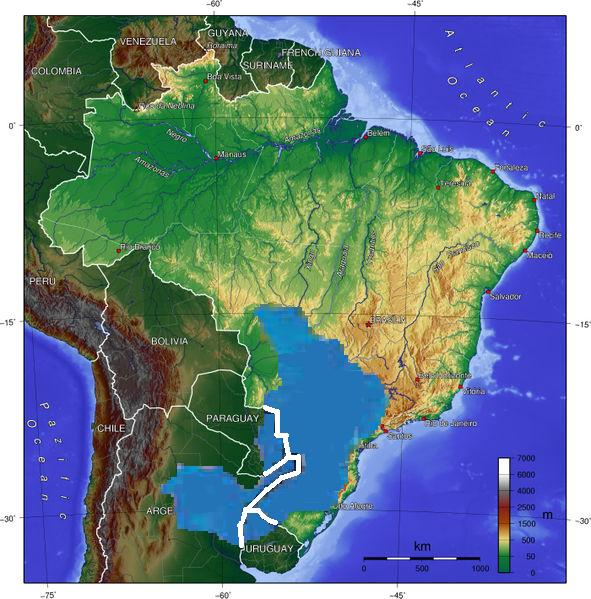
La ubicación del Acuífero Guaraní.

El Acuífero Guaraní es un gigantesco reservorio natural de agua dulce que se extiende por debajo de la superficie de parte de Argentina, Brasil, Paraguay y Uruguay. Se trata de una de las mayores reservas de agua dulce conocidas del planeta Tierra. Por su volumen, es el tercero en importancia a nivel mundial.

## Características
El nombre del reservorio fue acordado por los cuatro países que lo comparten y refiere al  grupo guaranítico de los pueblos originarios de la región. Cubre cerca de  1 196 755 kilómetros cuadrados (km²), con un volumen de aproximadamente 40 000 Kilómetros cúbicos 
(km³), un espesor de entre 50 y 800 metros (m) y una profundidad máxima de aproximadamente 1800 m.
Se estima que contiene aproximadamente 37 000 km³ de agua, con una tasa de recuperación del recurso o recarga total de aproximadamente 166 km³ anuales por precipitación. El Acuífero Guaraní es discontinuo en la región de Ponta Grossa, en el Estado de Paraná, Brasil, de constitución compleja y heterogénea. Uno de los más importantes estudios hechos sobre él, "El redescubrimiento del Acuífero Guaraní", fue desarrollado en 2006 por el geólogo José Luiz Flores Machado, del Servicio Geológico de Brasil. Flores Machado afirmó en su estudio, que, en rigor, no se trata de un solo acuífero sino de un "sistema acuífero".
Este gran acuífero se extiende bajo la superficie terrestre por un área aproximada de 1 200 000 km², estando ubicado geográficamente en los cuatro países miembros originales del Mercosur:
- en Brasil la superficie aproximada que abarca es de 840.246 km²
- en Argentina la superficie aproximada que abarca es de 225.424 km²
- en Paraguay la superficie aproximada que abarca es de 72.540 km²
- en Uruguay la superficie aproximada que abarca es de 58.545 km².

En Argentina se explotan cinco perforaciones termales de agua dulce y una de agua salada, ubicadas en el oriente de la provincia de Entre Ríos (Termas de Villa Elisa, Termas de Federación, Termas de San José, Termas de Colón, entre otras), en tanto que hacia el oeste hay sólo una de agua salada termal, con la consiguiente problemática contaminante del efluente salado.
El Acuífero Guaraní está en gran parte debajo de la cuenca fluvial del Río de la Plata, formando con esta en gran medida un sistema de retroalimentación de agua dulce. En su parte inferior o más meridional el Acuífero Guaraní se conecta con el Paraná, y recibe aportes desde el oeste (desde los Andes) mediante el Acuífero Puelche.
El volumen total de agua del acuífero se estima en unos 30 000 km³. Sin embargo las reservas explotables son de unos 2000 km³/año. La recarga del acuífero en los lugares en que aflora es de solo 6 km³/año.
El Acuífero Guaraní es una reserva de agua subterránea que ocupa aproximadamente 1.200.000 km² al sureste de América del Sur, sobre un territorio que hacia el año 2020 albergaba alrededor de 24 millones de habitantes, de los cuales más del 50% se abastecen del mismo. Se formó hace 245 a 144 millones de años, en los períodos Triásico, Jurásico y Cretácico inferior, cuando Sudamérica y África estaban unidas, en ambientes fluviales y lacustres, en la llamada formación de Tacuarembó o Piramboiá. Después de muchos movimientos y distintos tipos de suelo, esta fusión dejó volúmenes de roca muy distintas, de ahí la diferencia de espesor. Las rocas más permeables comenzaron a llenarse de agua filtrada desde la superficie, proceso que comenzó hace 20 mil años y aún continúa. El terreno está formado por un conjunto de areniscas por debajo del nivel del terreno de entre 50, 800 e incluso 1500 metros de espesor.
La denominación Guaraní pertenece al geólogo uruguayo Danilo Antón, ya que parte de su área subyace sobre la zona por la cual llegaron a extenderse los guaraníes (entre otros pueblos indígenas a los cuales los guaraníes invadieron).
Existe un “Proyecto para la Protección Ambiental y Desarrollo Sostenible del Sistema Acuífero Guaraní”, iniciado por los cuatro países, para conocerlo mejor y poner en marcha un marco técnico legal y constitucional.
Cuando se perfora y se llega al acuífero el agua tiene presión de surgencia y aflora sola, con una temperatura entre los 33 a los 65 grados °C.
Hacia el año 2010 el país que más lo explotaba era Brasil, abasteciendo entre 300 y 500 ciudades, Uruguay en ese año tenía 135 pozos públicos algunos usados para la explotación termal, Paraguay tenía 200 pozos para uso humano y Argentina tenía 5 perforaciones de agua dulce y solo una de agua salada.[cita requerida]

### Consideraciones provisionales
Es considerado, a pesar de que se desconozca todavía su límite oeste en el territorio Argentino, la tercera reserva mundial más grande de agua dulce. En la provincia de Corrientes, por su parte, se caracteriza por la presencia de los Esteros del Iberá, el reservorio de agua dulce más grande ubicado bajo la superficie de la Argentina. Tales enormes esteros le dan a la Provincia de Corrientes su característica de territorio en gran medida acuático, ya que a su vez de ellos fluyen los principales ríos de esa provincia. Estos esteros han sido y aún son motivo de constante conflicto, debido a la instalación de asentamientos en sus alrededores. Se han hecho importantes tareas de adueñación del medio ambiente. Sin embargo, otros sostienen que el trabajo de Douglas Tomkins es de restauración ecológica, y prueba de esto es su pasión por crear parques nacionales en Argentina y Chile. Por su parte, en la Provincia de Córdoba, se destaca la Laguna de Mar Chiquita, una de las superficies de agua salada de mayor extensión del mundo, la cual también es una afloración del Acuífero Guaraní.
Si bien el volumen total de agua del acuífero se estima en unos 37.000 kilómetros cúbicos (km³), las reservas explotables son de unos 2000 km³ al año. La recarga del acuífero en los lugares en que aflora es de solo 6 km³/año.